# Lenner Emil
Lenner Emil (Savnik, Szepes vármegye, 1854. július 16. – Győr, 1929. október 12.) történelem- és némettanár, igazgató.

## Élete
Lenner Ferenc és Roxer Mária gyermekeként született. Középiskolai tanulmányait Rozsnyón, Lőcsén és Nagyváradon végezte. Egyetemi tanulmányokat Pesten folytatott és történelem–német tanári szakos oklevelet szerzett. 1877-ben először Besztercebányán, majd a körmöcbányai állami főreáliskolában tanított. Történelem és német mellett bölcseleti előtant is tanított. 1884 szeptemberétől 1885 augusztusáig a kaposvári főgimnázium (a mai Táncsics Mihály Gimnázium) ideiglenes igazgatójaként tevékenykedett. Az állásra a közoktatási kormány nevezte ki. 1885. augusztus 12. és 1889 között a kaposvári intézmény kinevezett igazgatójaként dolgozott. Az iskola történetének kilencedik igazgatója volt. Több értekezést és szónoklatot tartott. Szerkesztette az iskola értesítőjét és közérdekű cikkeket is írt a helyi lapokba.
Az 1885–1886-os tanévben az igazgatóság alatt kapta meg az iskola a főgimnáziumi rangot és címet. 1888. május 6-án az intézményben az elhunyt Somssich Pál tiszteletére márvány emléktáblát helyeztek el az iskola bejáratának falába. 1889. október 4-én kinevezték a Győri Magyar Királyi Állami Főreáliskola igazgatójává. 1893. október 4-én került sor a vezetése idején épült új főreáliskola avatására. 1896-tól tagja volt Győr szabad királyi város törvényhatósági bizottságának és vezető egyénisége volt a szabadelvű hatvanhetes pártalakulatnak és elnöke az Egységes Községi Polgári Pártnak. 1898-1899-től tagja volt a Győr szabad királyi város Fiú Felső Kereskedelmi Iskola gondnokságának és a révfalui Elemi Népiskolának. Egy ideig elnöke volt az állami polgári leányiskola gondnokságának is. 1902-ben fél éven keresztül tankerületi főigazgató volt és ugyanebben az évben főigazgatói címet kapott. 1919. február 4-ig töltötte be az igazgatói posztot.
1929. október 12-én hunyt el Győrben. Volt tanítványai Lenner-alapot hoztak létre és az ifjúsági vívókör Lenner-vándordíja is a nevét őrzi.